# Böðvar Þórðarson
Böðvar Þórðarson también Staðar-Böðvarr (Bodhvar Thordharson y Stadhar Bodhvar, 1202 – 1263) fue un caudillo medieval de Staður Ölduhryggur, Staðastaður, Snæfellsnes en Islandia. Pertenecía al clan familiar de Sturlungar. Era hijo de Þórður Sturluson y Guðrún, hija de Bjarni Bjarnason (1116 – 1181).
Casó en 1225 con Sigríður, hija de Arnór Tumason con quien tuvo una amplia descendencia, cuatro varones, Þorgils skarði Böðvarsson uno de los grandes caudillos durante la guerra civil, periodo conocido como Sturlungaöld, Sigurður (n. 1228), Ingimundur (n. 1230) y Sighvatur (n. 1242); y cinco hembras Helga (n. 1232), Aldís (n. 1234), Hallbera (n. 1236), Guðrún (n. 1238) y Vigdís (n. 1240).

## Sagas nórdicas
En Landnámabók aparecen otros personajes con el mismo nombre, todos vinculados familiarmente:
- Böðvar Þórðarson (1100 – 16 de febrero de 1187) de Garðar á Akranesi, Borgarfjörður.[5] Hijo del sacerdote Þórður Skúlason y Valgerður Markúsdóttir.[6] También aparece citado como personaje en la saga Eyrbyggja,[7] y saga Þórðar hreðu.[8]

- Böðvar Þórðarson (1185 - 1264) de Bær, Borgarfjorður.[9][10] Hijo de Þórður Böðvarsson. También citado en la saga Þórðar hreðu.[8]